# Práva žen v Polsku
Práva žen v Polsku je rozsáhlé téma, které sahá od otázek právní rovnosti až po otázky diskriminace sociální, sexuální a kulturní. Celkově je situace práv žen v Polsku složitá, s významnými rozdíly mezi legislativními standardy a skutečnou praxí. Omezována jsou od drtivého vítězství strany Právo a spravedlnost v roce 2015 téměř všechna základní lidská práva na spravdlivý proces, práva LGBTQ+ osob, právo shromažďovací i svoboda projevu. Polsko jako člen Evropské unie je sice zavázáno dodržovat evropské standardy v oblasti lidských práv a rovnosti pohlaví, přesto hrají klíčovou roli v prosazování změn a zlepšování postavení žen ve společnosti občanský aktivismus a osobní iniciativa.

## Rovnost pohlaví a pracovní trh
Platové rozdíly přetrvávají v Polsku v odměňování mezi muži a ženami. Ženy v průměru vydělávají méně než muži, což je částečně způsobeno horizontální a vertikální segregací na trhu práce. Ženy a muži nemají v Polsku rovný přístup ke vzdělání. Ženy často dosahují vysoké úrovně vzdělání, což se ne vždy projevuje v jejich kariérním postupu a platovém ohodnocení. Dochází k segregaci podle studijních oborů, kdy ženy častěji volí humanitní a společenské vědy, zatímco muži preferují technické a přírodní vědy. Na pracovním trhu jsou ženy často zaměstnány v méně placených sektorech a méně zastoupeny v manažerských a výkonných pozicích. Diskriminace při náboru a povýšení je stále problémem.

## Politické zastoupení
Zastoupení žen v politice se po parlamentních volbách v roce 2019 výrazně změnilo, došlo k nárůstu zastoupení žen v polské politice. Některé strany, jako Nová levice, zavedly kvóty pro ženy na kandidátních listinách. Ve vládní politice existují různé programy a iniciativy zaměřené na podporu žen v politice a veřejném životě. Magdalena Biejatová jako jedna z političek zvolených do Sejmu v roce 2019, uvádí, že polský politický systém je podezřívavý vůči ženám mladším čtyřiceti let. Polsko mělo oproti jiným východoevropským zemím již tři premiérky v úřadu, ale celkově je stále pod evropským průměrem zastoupení žen ve vrcholné politice.

## Interrupce

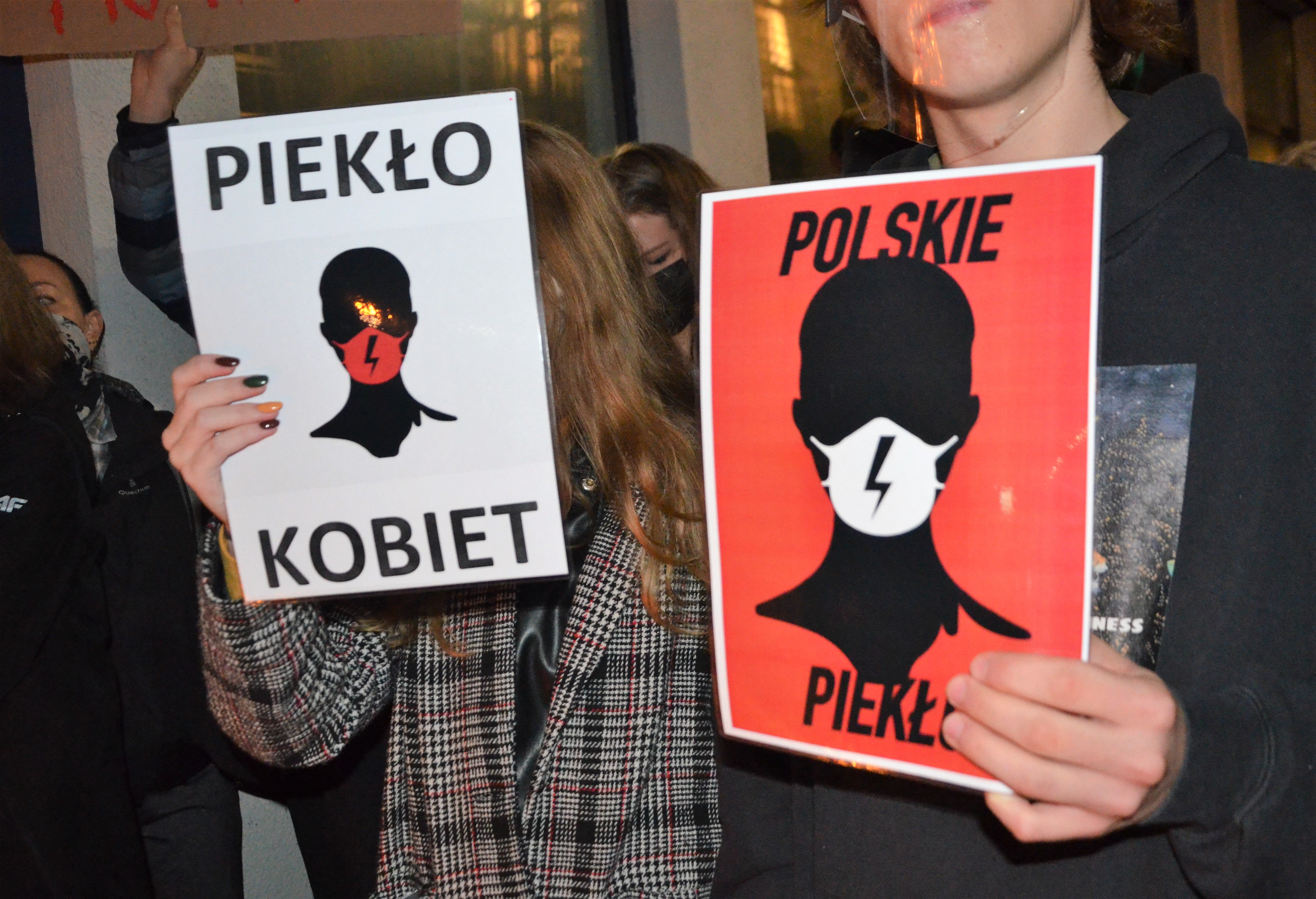
Stávka Strajk kobiet v roce 2021

Potraty v Polsku jsou silně omezené kvůli zákonům, které patří k nejpřísnějším v Evropě. Právní rámec týkající se potratů v Polsku prošel v posledních letech významnými změnami, což vedlo k neudržitelné situaci pro tisíce žen. Dne 22. října 2020 rozhodl Ústavní soud v Polsku, že potrat kvůli vrozeným vadám plodu je protiústavní, což fakticky zakázalo téměř všechny potraty v zemi. Toto rozhodnutí vyvolalo rozsáhlé protesty a mezinárodní kritiku, tisíce lidí, zejména žen, vyšlo do ulic, aby vyjádřili svůj nesouhlas se zpřísněním potratových zákonů. Aktivistky v čele s Martou Lempart svolaly tyto masové protesty, které vstoupily do povědomí jako Strajk kobiet. Potrat je v Polsku povolen pouze ve třech specifických případech: když těhotenství představuje ohrožení života nebo zdraví matky, když existuje vysoká pravděpodobnost těžkého a nevratného poškození plodu nebo nevyléčitelné nemoci, která ohrožuje život plodu, a když je těhotenství výsledkem trestného činu, jako je znásilnění nebo incest.

## Feministická hnutí

### Historie feministického hnutí
Obhajoba práv žen v Polsku má hluboké kořeny sahající do 19. století. V tomto období se objevily první texty s feministickými rysy, jako například dílo Klementyny Hoffmanowé. Během 19. a začátku 20. století se polské feministické hnutí vyvíjelo paralelně s hnutím v dalších evropských zemích, přičemž se zaměřovalo na otázky vzdělání a emancipace žen. První vlna feministického hnutí se objevila před listopadovým povstáním v roce 1830 a zaměřovala se na vzdělávání žen. Druhá vlna, která byla silnější, probíhala mezi listopadovým povstáním v roce 1830 a lednovým povstáním v roce 1863, kdy feministické myšlenky ovlivnily především francouzské „proto-feministické“ ideje. Třetí a nejsilnější vlna feminismu v Polsku proběhla po roce 1870, kdy se feministické hnutí inspirovalo západními myšlenkami a muži začali hrát významnou roli v prosazování rovnoprávnosti pohlaví ve vzdělání a profesích.

### Současné feministické hnutí
Po masivních protestech a demonstracích v roce 2016, které vstoupily do povědomí jako  Ogólnopolski Strajk Kobiet (Celopolská ženská stávka), se feministické hnutí v Polsku zaměřilo na několik klíčových oblastí, jako jsou právo na potrat, boj proti domácímu násilí a genderovou rovnoprávnost. V roce 2020 Ústavní tribunál zpřísnil zákony o potratech, což vedlo k nové vlně masových protestů v letech 2020–2021, které jsou zkráceně nazývány Strajk kobiet.